# Ball de Pastorets

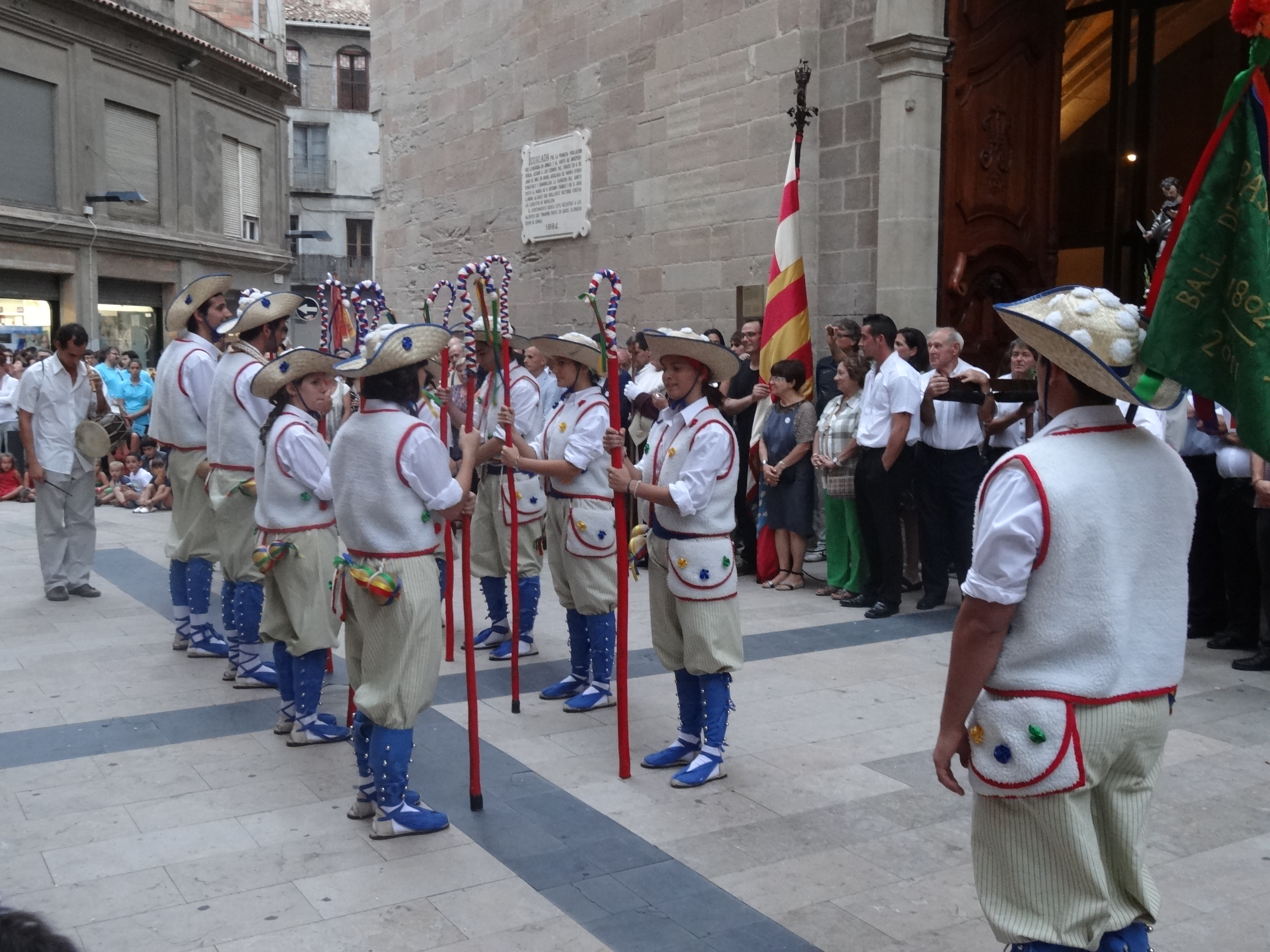
Ball de pastorets d'Igualada

El ball de pastorets és una dansa tradicional que es balla a moltes poblacions del Penedès i del Camp de Tarragona.

## Història
La referència més antiga d'aquest ball es troba a Tarragona del 1633. Les següents, del ball de pastorets de Valls el 1635 i el ball de pastorets de Reus el 1725. Al segle xix el ball es va anar estenent del Camp de Tarragona cap al Penedès, ballant-se bàsicament en poblacions importants d'aquestes comarques. A partir de principis del segle XX aquest ball comença a desaparéixer i als anys 50 l'única població amb el ball viu era Sitges. A finals dels anys 60 del segle xx, el ball es va introduir a la població veïna de Sant Pere de Ribes. Amb la tornada de la democràcia, es va recuperar el ball a Vilanova i a Vilafranca, prenent com a model la colla sitgetana. A partir d'aquí, i de manera similar amb el que va passar amb les colles de ball de bastons o de diables, va començar una expansió de recuperació del ball en ciutats on s'havia ballat i l'estrena d'aquests balls en pobles que havien assolit una població important.

## Característiques
Es tracta d'un ball parlat, amb un repertori de personatges: rabadà, majoral i pastors. En algunes poblacions hi ha la figura de la pastora. En el ball parlat es reciten versos on s'escenifica la vida del grup de pastors, com en les poblacions del Garraf i Igualada. En algunes poblacions com Valls, Reus, Tarragona o l'Arboç, s'han substituït per versos satírics després de la seva recuperació. També hi ha el cas d'alguna població on no s'han recuperat o creat els versos, com Vilafranca del Penedès. Tot i això, en totes les poblacions, el rabadà recita un vers fix lloant al patró de la localitat des de dalt de la bóta, una figura del ball on la resta de balladors alcen el rabadà que s'aguanta sobre els pals.
La indumentària principal del ball de pastorets és un pal de fusta de més d'un metre de llargària, que s'aguanta amb les dues mans, amb el qual es pica a terra i amb els altres pastors, generalment en forma de sotacama. La indumentària habitual dels balladors és un mocador, barret de palla, camisa blanca, armilla, sarró, carbasseta, faixa, fuet, pantalons llargs blancs, camalls, mitjons i espardenyes de vetes.
La música en la majoria de poblacions és l'originària de Sitges, una variació de la cançó Pastoret d'on vens, de la mateixa manera que moltes danses també ho són. Solen acompanyar als pastorets una mitja cobla, és a dir: sac de gemecs, flabiol i tamborí. Anys enrere, per manca de músics, s'havia arribat a tocar amb gralla.

## Poblacions on es balla
Localitats on es balla actualment:
- L'Arboç, recuperat el 2008

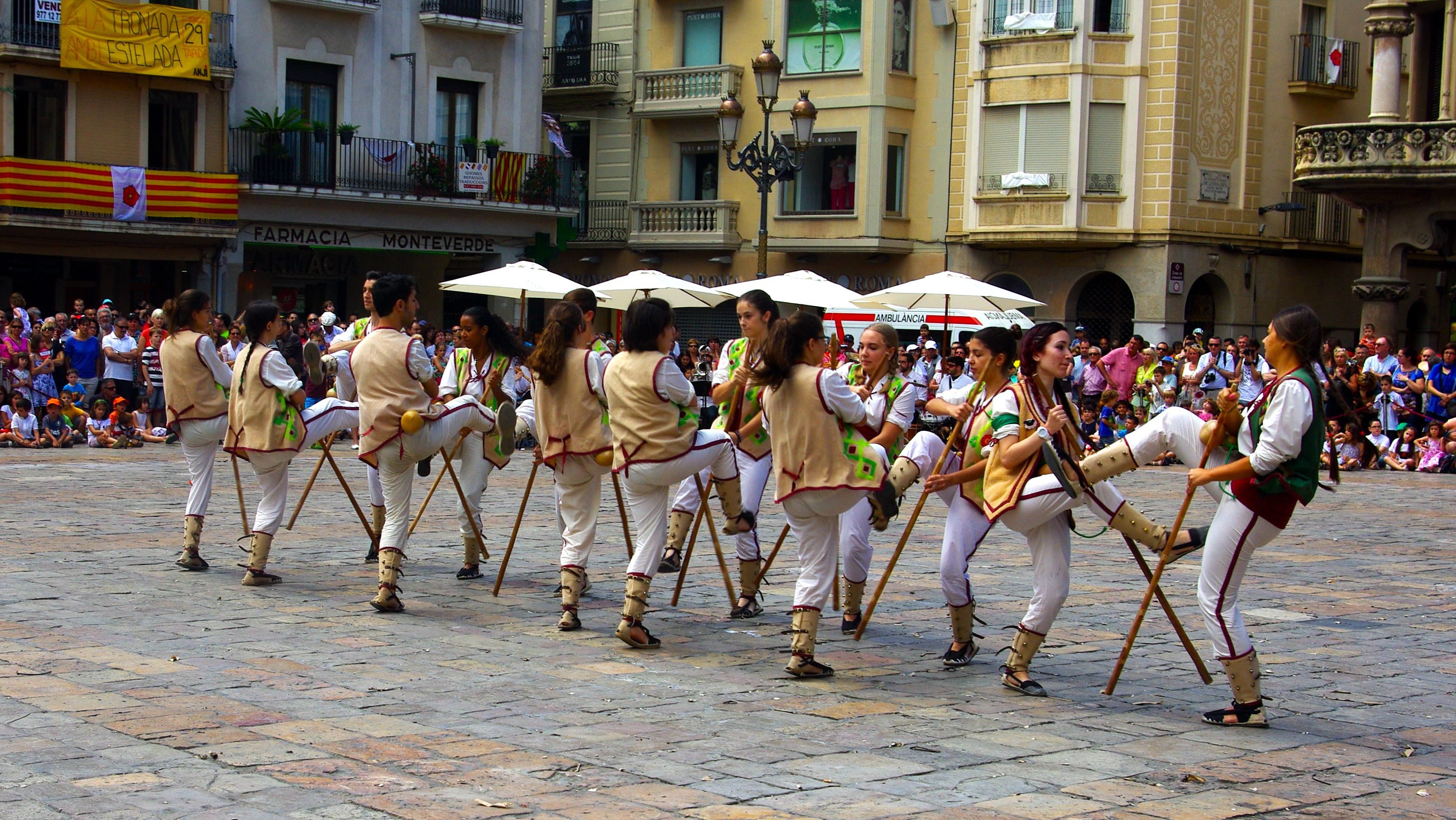
Ball de pastorets de Reus

- Barberà del Vallés, introduït el 2021[4]
- Castelldefels, recuperat el 2017
- Cubelles, introduït el 1995
- Igualada, originari del 1802, recuperat el 2011[5]
- La Múnia (Castellví de la Marca), introduït el 2013
- Reus, recuperat el 2010
- Sant Pere de Ribes, introduït el 1969
- Sant Sadurní d'Anoia, introduït el 2019
- Santa Margarida i els Monjos, introduït el 2010
- Sitges, introduït el 1853
- Tarragona, recuperat el 1991
- Torredembarra, recuperat el 2000
- El Vendrell, recuperat el 1996 i 2006
- Valls, recuperat el 2011
- Vilafranca del Penedès, recuperat el 1980
- Vilanova i la Geltrú, recuperat el 1980
- Santa Oliva, introduït el 2017
- Els Hostalets de Pierola, introduït el 2019

Antigament s'havia ballat a Alcover, Alforja, Falset, la Pobla de Montornès i la Selva del Camp.

## Versos del rabadà
En totes les localitas, el rabadà dels pastorets pronuncia unes paraules sobre la bota, construcció feta posant els pals els uns sobre els altres. En algunes poblacions es limita amb un simple "Visca la Festa Major!", mentre que en altres poblacions pronuncia un vers. A totes les poblacions del Garraf el vers és sempre el mateix, però en altres poblacions, el vers canvia cada any. En tot cas, el públic respon al vers cridant "visca".

### Cubelles
Per la Mare de Déu d'Agost
sortim tots a ballar,
i amb joia i goig
a Santa Maria volem venerar.
En aquest gran dia
diem amb clamor:
Glòria a Santa Maria
i visca la Festa Major!

### Igualada

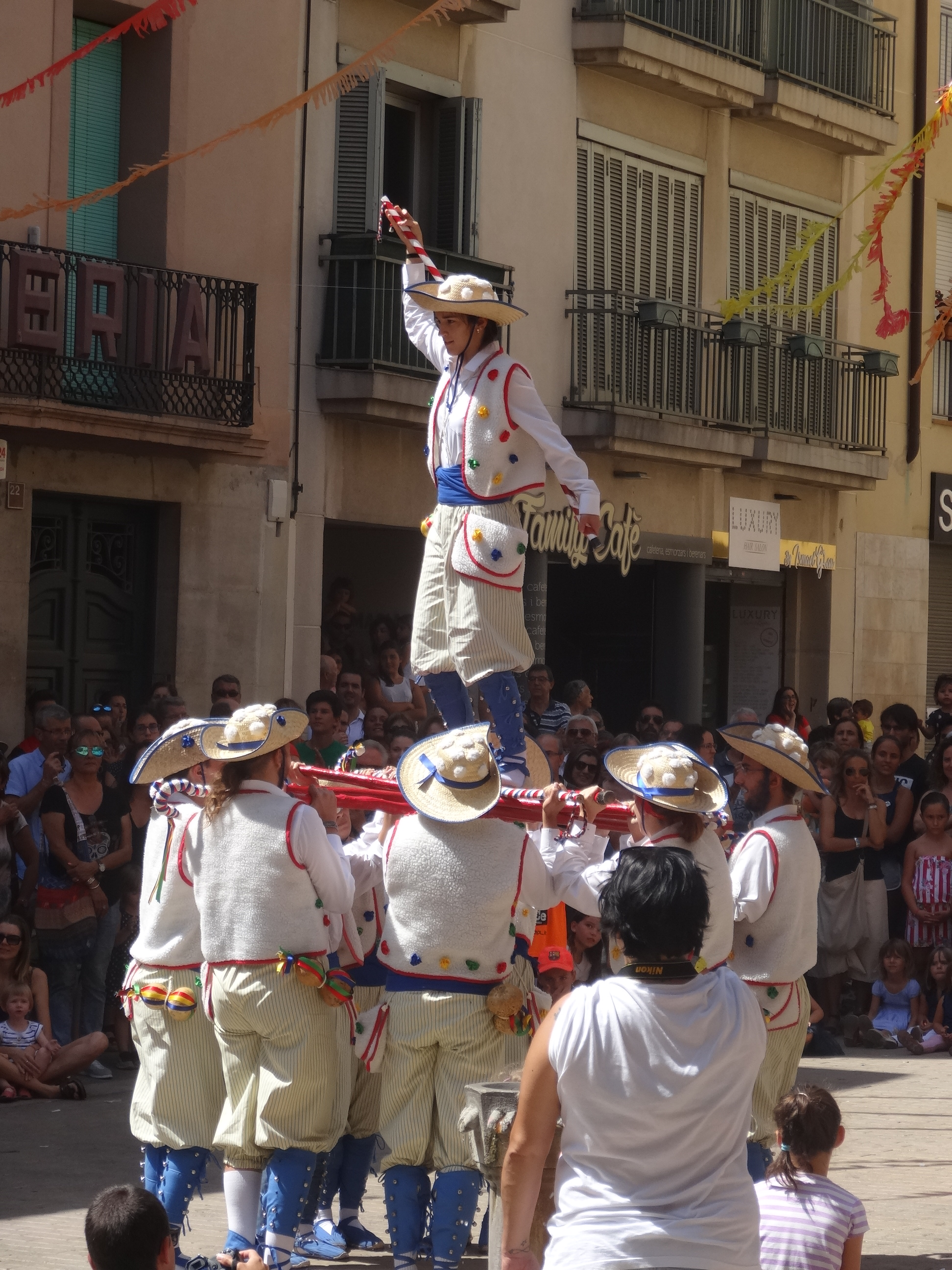
El rabadà damunt de la bota del Ball de Pastorets d'Igualada (2015).

Gloriós Sant Bartomeu,
que d'Igualada n'ets patró,
visca el Ball de Pastorets
i visca la Festa Major!

### Sant Pere de Ribes
Ribetans en aquest dia
celebrem Festa Major,
en tots els pobles que aneu
no en trobareu de millor.
Des de dalt d'aquests garrots
saludo les autoritats,
els amics, el poble, a tots.
Que Sant Pere, nostre Patró
ens uneixi en germanor.
Visca la Festa Major!

### Santa Margarida i els Monjos
Santa Margarida d'Antioquia,
patrona de la nostra població,
guarniu els carrers d'alegria i
Visca la Festa Major!

### Sitges
Venturosa i de primera
és la festa d'aquest any.
La gentada forastera
Va cada any fent-se més gran.
Perquè el nostre patró sant
i la Verge del Vinyet
tingui uns pastorets
protegits com angelets
Oh gloriós Sant Bartomeu,
que de Sitges n'ets patró,
visca la Festa Major!

### Vilafranca del Penedès
Gloriós Sant Fèlix,
que de Vilafranca n'ets patró,
visca la Festa Major!

### Vilanova i la Geltrú
Verge Santa de les Neus,
per sempre sigueu alabada.
Volgueu que l'any que ve
tornem a fer la ballada.
Visca la Festa Major!

## Actuacions
Ball de Pastorets - SANTA TECLA TARRAGONA 2013